# Village development committee
Village development committee (tradução livre: "comité de desenvolvimento de aldeia") ou VDC (em nepali: गाउँ विकास समिति; romaniz.: gāun bikās samiti) é a subdivisão administrativa do Nepal abaixo dos distritos, de certa forma equivalente aos municípios ou comunas na generalidade dos países, embora com mais interferência do governo central do que acontece em muitos países. No Nepal o termo município (em inglês: municipality) aplica-se somente às 58 divisões administrativas de segundo nível com caráter mais urbano do que rural, e têm uma orgânica específica.
Em termos de governo local, as VDC's e os municípios urbanos constituem o segundo nível de subdivisão administrativa, pois embora os distritos sejam agrupados em zonas e estas em regiões, só os distritos têm órgãos de auto-governo. Enquanto que para os distritos os district development committees (DDC's) designam o governo regional, o termo village development committee é geralmente usado para designar não só o governo local como o território que este administra.
As VDC's dependem diretamente do Ministério do Desenvolvimento Local. Em novembro de 2012 existiam 3 915 VDC's. Cada Distritos do Nepal tem vários VDC's e por sua vez estes são divididos em "freguesias" (tradução livre do inglês ward; em nepali: वडा). O número de "freguesias" de cada VDC depende da população; a média é nove wards por cada VDC.[carece de fontes?]
Os comités são constituídos por 11 pessoas eleitas pela população (um presidente, um vice-presidente e os líderes das freguesias [wards]) mais dois membros nomeados. Os mandatos têm a duração de até cinco ano após cada eleição. O governo central nomeia um funcionário público como secretário para ser o administrador da VDC.
As principais decisões dos comités, nomeadamente o programas e orçamentos anuais, são aprovadas pelos chamados conselhos de aldeia, os quais são compostos por todos os membros dos VDC's mais seis pessoas nomeadas.